# Turó d'en Rosés
El turó d'en Rosés és una petita muntanya situada al centre urbà de Badalona, on actualment s'assenta el nucli antic de la ciutat, Dalt de la Vila. El turó està situat entre les rieres d'en Folch i de Matamoros, té un pendent suau i acaba en un desnivell més brusc a la banda de mar. Va ser a la falda sud-est d'aquesta muntanya on els romans van instal·lar el primer assentament que, després, va esdevenir la futura Baetulo, i, posteriorment, on es mantindria el nucli urbà de Santa Maria de Badalona fins a l'expansió demogràfica dels segles XVIII-XIX.